# 今井哲夫
今井 哲夫（いまい てつお、1912年（明治45年）5月20日 - 1987年（昭和62年）12月27日）は、日本の政治家。新潟県柏崎市長を2期8年（1979年 - 1987年）務めた。
青年期には陸上競技選手（長距離走）として活躍し、慶應義塾大学在学中に箱根駅伝に出走したほか、3000メートル障害で当時の日本記録を更新した。1936年ベルリンオリンピックに3000メートル障害で出場。

## 生涯
新潟県刈羽郡比角村（現在は柏崎市の一部）出身。1922年（大正11年）、比角尋常高等小学校（現在の柏崎市立比角小学校）5年生の際に、新潟県少年オリンピック大会での総合優勝に貢献する。旧制新潟県立柏崎中学校（現在の新潟県立柏崎高等学校）に進学、近県中学校競技大会で4種目優勝を果たした。

### 陸上選手として
慶應義塾大学経済学部に入学、箱根駅伝に第13回大会（1932年）から第16回大会（1935年）まで連続出場。
1932年（昭和7年）4月30日に関東選手権（神宮）の3000メートル障害で今井が出した記録（10分6秒4）が、最初の日本学生記録かつ日本記録である。
1935年（昭和10年）11月3日、日本陸上競技選手権大会の3000メートル障害において9分38秒8の日本記録で優勝した（この日本記録は1940年に大沢竜雄によって破られた）。これにより1936年ベルリンオリンピックの代表選手となる。オリンピックでは男子3000メートルの障害物競走に出場したが、予選を通過できなかった。
1937年（昭和12年）の日本陸上競技選手権大会でも3000メートル障害で2度目の優勝を果たした（所属は慶応クラブ）。

### 現役引退後
慶應義塾大学経済学部を卒業後、三越百貨店に就職。その後、中国に渡り北京電気会社に勤務した。
戦後は日本陸上競技連盟理事、新潟県国民体育大会総監督など、体育関係の要職を歴任した。
地元においては柏崎体育団（柏崎市体育協会の前身）の事務局長も務め、「スポーツ都市柏崎」の象徴的な人物であった。生徒・教員の実技指導にもあたり、秩父宮章を受賞。

### 柏崎市政
1951年（昭和26年）、洲崎義郎市長のもと柏崎市衛生課長として採用される。洲崎は当時革新系に近い立場をとっていたが、もともと比角村の名望家の出身で村長を務め、スポーツ振興に熱心な人物であることから今井との関わりがあった。洲崎は採用した今井に対して、衛生のことは課長補佐に任せてスポーツの世話をしていればよい、と述べたという。1959年（昭和34年）の洲崎退任時には今井は総務課長になっている。その後、1962年（昭和37年）に小林治助が市長に就任すると、今井は総務課長から助役となった。小林は保守系であるが、今井と小林は中学時代の同級生であった。小林は原子力発電所（のちに柏崎刈羽原子力発電所として実現）の誘致・建設を推進したが、これに対する反対運動も激化した。1978年（昭和53年）、4期16年にわたって市長を務めた小林は健康問題から次期選挙への不出馬を表明、小林を支えていた助役の今井が後継候補となった。
1979年（昭和54年）、柏崎市長選挙では小林市政の継承を訴えて当選。以後市長を2期8年務めた。今井自身が「今井市政」と言われることを嫌ったといい、小林市政を踏襲して原子力発電所の建設を推進し、電源立地財源を活用しての公共事業を行った。スポーツ施設の建設にも積極的であり、佐藤池運動広場（柏崎市佐藤池野球場などを含む）などが建設された。
また、1978年（昭和53年）6月に発生した鵜川の水害（6・26水害）を受けての鵜川河川激甚災害対策特別緊急整備事業（激特事業）による水害対策（蛇行していた鵜川の直線化など）を進めた。このほか、市政のもとで行われた事業としては、田尻工業団地・総合福祉センター・柏崎市立博物館の建設、大学の誘致（もともと柏崎にあった新潟短期大学が新潟産業大学として拡充建設されることになる）、国道8号バイパス（柏崎バイパス）の事業化などがある。
1984年（昭和59年）、電源立地促進功労者内閣総理大臣表彰受賞。1985年（昭和60年）、今井は次期選挙への不出馬を表明、1987年（昭和62年）4月に退任した。次期市長選は保守系2候補の争いとなり、いずれの陣営も「今井市政」の継承を掲げた（飯塚正が当選）。
1987年（昭和62年）12月27日死去。

## 記念
死後、柏崎体育団により『体育人今井哲夫』（1988年）が編纂・出版された。
「柏崎・刈羽地区にゆかりのある先人110人」を紹介していた柏崎ふるさと人物館（2018年閉館）では、スポーツ分野の先人として「市民のスポーツに全力傾注」したと紹介されていた。
柏崎市陸上競技協会では、今井哲夫記念ジュニアオリンピック競技大会（今井杯）を開催している。